# Forever Young (bài hát của Blackpink)
"Forever Young" là một bài hát tiếng Hàn được thu âm bởi nhóm nhạc nữ Hàn Quốc Blackpink và là bài hát thứ hai trong mini album đầu tiên Square Up. Bài hát được phát hành ngày 24 tháng 7 năm 2018 như single thứ hai từ mini album của nhóm. Bài hát được viết bởi Teddy Park, và cũng là producer bên cạnh 24, R.Tee và Bekuh Boom. Bài hát được đề cử cho Song of the Year – June tại Gaon Chart Music Awards năm 2019. Tính đến tháng 5 năm 2019, bài hát đã vượt 85 triệu người nghe trên Spotify.

## MV
Vào ngày 20 tháng 6, video dance practice của "Forever Young" đã được phát hành trên kênh YouTube chính thức của Blackpink. Tính đến tháng 8 năm 2022, video đã có hơn 215 triệu lượt xem và 3,6 triệu like trên YouTube.

## Quảng bá
Blackpink quảng bá bài hát trên các chương trình âm nhạc tại Hàn Quốc bao gồm Show! Music Core và Inkigayo. Vào ngày 12 tháng 2 năm 2019, Blackpink trình diễn Forever Young và Ddu-Du Ddu-Du trên Good Morning America.

## Giải thưởng
| \| Năm \| Hạng mục \| Kết quả \| Tham khảo \| \| ---- \| ----------------------- \| ------- \| --------- \| \| 2019 \| Song of the Year – June \| Đề cử \| [3] \| |                         |         |           |
| Năm | Hạng mục                | Kết quả | Tham khảo |
| 2019 | Song of the Year – June | Đề cử   | [ 3 ]     |

## Bảng xếp hạng

### Bảng xếp hạng tuần
| Bảng xếp hạng (2018)               | Vị trí xếp hạng cao nhất |
| ---------------------------------- | ------------------------ |
| Nhật Bản (Japan Hot 100)           | 36                       |
| New Zealand Hot Singles (RMNZ)     | 10                       |
| Malaysia (RIM)                     | 5                        |
| Singapore (RIAS)                   | 2                        |
| Hàn Quốc (Hot 100)                 | 2                        |
| Hàn Quốc (Gaon)                    | 2                        |
| US World Digital Songs (Billboard) | 4                        |

### Bảng xếp hạng cuối năm
| Bảng xếp hạng (2018) | Vị trí xếp hạng |
| -------------------- | --------------- |
| Hàn Quốc (Gaon)      | 32              |

## Lịch sử phát hành
| Khu vực  | Ngày                | Định dạng                   | Hãng đĩa                      | Tham khảo |
| -------- | ------------------- | --------------------------- | ----------------------------- | --------- |
| Toàn cầu | 15 tháng 6 năm 2018 | Digital download, streaming | YG Entertainment, Genie Music | [ 12 ]    |